# Michael Williams (Produzent)

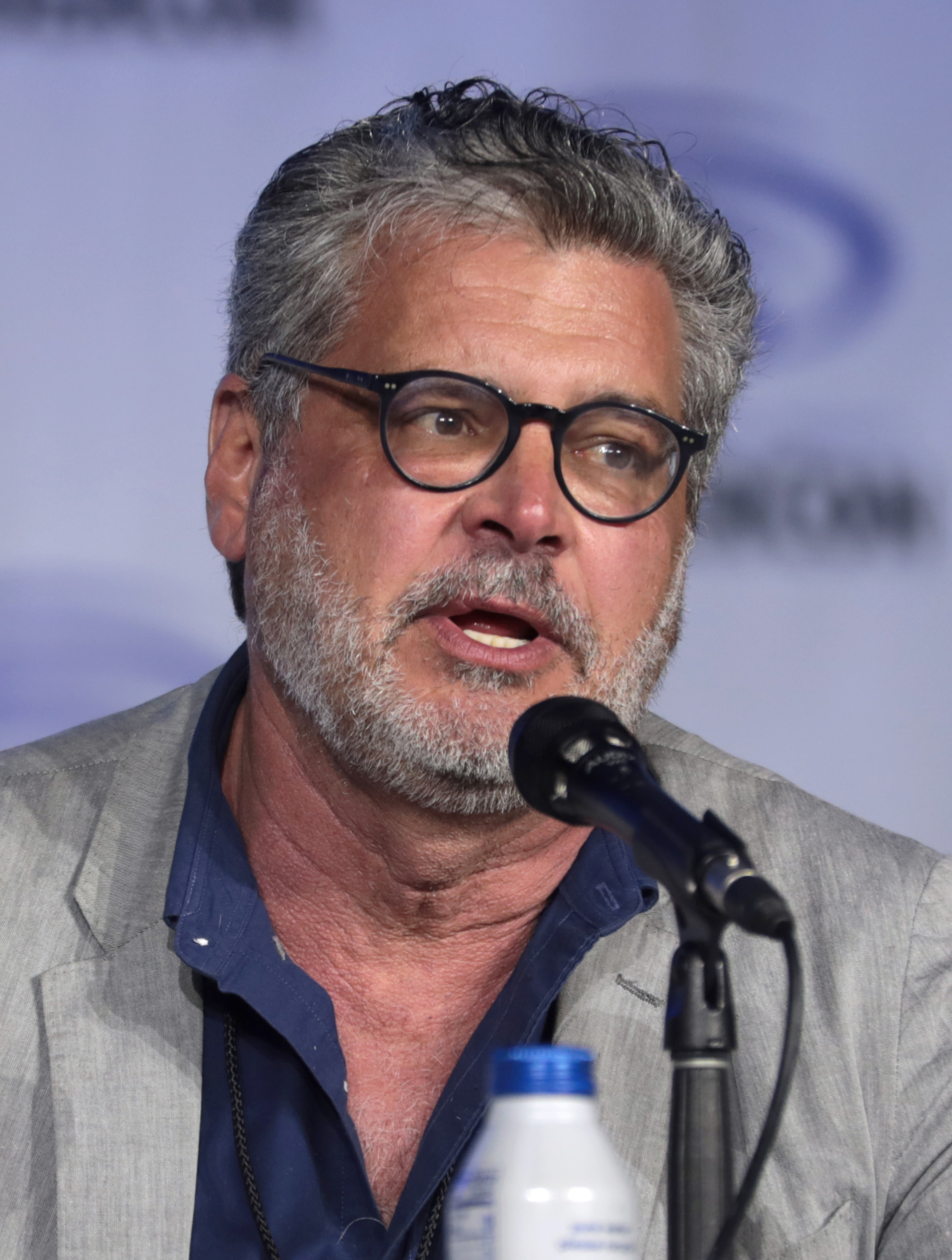
Michael Williams, 2022

Michael Williams (* 14. Februar 1957) ist ein US-amerikanischer Filmproduzent.

## Leben
Williams studierte an der Boston University. 2004 erhielt Michael Williams eine Auszeichnung für den Dokumentarfilm The Fog of War bei der Oscarverleihung. Zudem erhielt er im selben Jahr einen Emmy für die Fernsehsendung Queer Eye, die er selbst kreierte.
Er ist Mitbesitzer und Geschäftsführer von Scout Productions, einer Film- und Fernsehproduktionsfirma mit Sitz in Los Angeles.